# 長讃村
長讃村（ながさむら）は茨城県真壁郡にかつて存在した村である。

## 地理
- 現在の筑西市の南東部、旧明野町の東部に位置し、現在の桜川市の南部、旧真壁町の西部に位置する。
- 村域は台地と平地が入り組む谷戸が多い地形になっている。
- 村は桜川の西岸に位置し、桜川とその支流にはさまれた形になっている。

## 歴史
村名はかつて存在した長貫郷の長と伊讃郷の讃を組み合わせて長讃村となった。

### 村域の変遷
- 1889年（明治22年）4月1日 - 町村制施行により、猫島村・上西郷谷村・源法寺村・宮後村・宮山村・押尾村が合併し真壁郡長讃村が発足。
- 1954年（昭和29年）
  - 11月2日 - 市町村合併により消滅。
    - 源法寺は真壁町に編入。
    - 残部は大村町に編入。

変遷表
| 1868年 以前 | 1868年 以前 | 明治22年 4月1日 | 昭和29年      | 昭和29年 | 平成17年 | 平成17年 | 現在   |
| 1868年 以前 | 1868年 以前 | 明治22年 4月1日 | 11月2日       | 11月13日 | 3月28日  | 10月1日  | 現在   |
| ----------- | ----------- | --------------- | ------------- | -------- | -------- | -------- | ------ |
|             | 猫島村      | 長讃村          | 大村町 に編入 | 明野町   | 筑西市   | 筑西市   | 筑西市 |
|             | 上西郷谷村  | 長讃村          | 大村町 に編入 | 明野町   | 筑西市   | 筑西市   | 筑西市 |
|             | 宮後村      | 長讃村          | 大村町 に編入 | 明野町   | 筑西市   | 筑西市   | 筑西市 |
|             | 宮山村      | 長讃村          | 大村町 に編入 | 明野町   | 筑西市   | 筑西市   | 筑西市 |
|             | 押尾村      | 長讃村          | 大村町 に編入 | 明野町   | 筑西市   | 筑西市   | 筑西市 |
|             | 源法寺村    | 長讃村          | 真壁町 に編入 | 真壁町   | 真壁町   | 桜川市   | 桜川市 |

## 大字
- 猫島（ねこしま）
- 上西郷谷（かみにしごうや）
- 源法寺（げんぼうじ）
- 宮後（みやご）
- 宮山（みややま）
- 押尾（おしび）

## 人口・世帯

### 人口
総数 [単位： 人]
| 1891年（明治24年） | 2,727 |
| 1920年（大正 9年） | 2,960 |
| 1935年（昭和10年） | 3,254 |
| 1950年（昭和25年） | 4,073 |

### 世帯
総数 [単位： 世帯]
| 1920年（大正 9年） | 538 |
| 1935年（昭和10年） | 523 |
| 1950年（昭和25年） | 631 |